# Haapajärvi-Säärystenjärvi
Haapajärvi-Säärystenjärvi este o arie protejată (arie de protecție specială avifaunistică — SPA) din Finlanda întinsă pe o suprafață de 219 ha, integral pe uscat.

## Localizare
Centrul sitului Haapajärvi-Säärystenjärvi este situat la coordonatele 60°46′39″N 27°11′18″E / 60.7775°N 27.1883°E.

## Înființare
Situl Haapajärvi-Säärystenjärvi a fost declarat arie de protecție specială avifaunistică în august 1998 pentru a proteja 31 de specii de animale.

## Biodiversitate
Situată în ecoregiunea boreală, aria protejată nu include niciun habitat protejat.
La baza desemnării sitului se află mai multe specii protejate de  păsări (31): rață sulițar (Anas acuta), gâscă de semănătură (Anser fabalis), stârc cenușiu (Ardea cinerea), rață-cu-cap-castaniu (Aythya ferina), rața moțată (Aythya fuligula), Aythya marila, buhai de baltă (Botaurus stellaris), Branta leucopsis, bătăuș (Calidris pugnax), erete de stuf (Circus aeruginosus), Cygnus columbianus bewickii, lebădă de iarnă (Cygnus cygnus), șoimul rândunelelor (Falco subbuteo), cufundar polar (Gavia arctica), cufundar mic (Gavia stellata), cocor (Grus grus), Hydrocoloeus minutus, becațină mică (Lymnocryptes minimus), rață catifelată (Melanitta fusca), rață neagră (Melanitta nigra), Mergellus albellus, vultur pescar (Pandion haliaetus), corcodel-urechiat (Podiceps auritus), corcodel-cu-gât-roșu (Podiceps grisegena), cresteț pestriț (Porzana porzana), Spatula clypeata, rață cârâitoare (Spatula querquedula), chiră de baltă (Sterna hirundo), fluierar negru (Tringa erythropus), fluierar de mlaștină (Tringa glareola), fluierarul cu picioare roșii (Tringa totanus).
Pe lângă speciile protejate, pe teritoriul sitului au mai fost identificate 17 specii de păsări, 2 specii de nevertebrate.